# Cnemidocarpa annectens
Cnemidocarpa annectens är en sjöpungsart som först beskrevs av Hartmeyer 1921.  Cnemidocarpa annectens ingår i släktet Cnemidocarpa och familjen Styelidae.
Artens utbredningsområde är Norra Ishavet. Inga underarter finns listade i Catalogue of Life.